# Shane Prince
Shane Prince (* 16. November 1992 in Rochester, New York) ist ein belarussisch-US-amerikanischer Eishockeyspieler, der zuletzt bis zum Ende der Saison 2024/25 bei Admiral Wladiwostok aus der Kontinentalen Hockey-Liga (KHL) unter Vertrag gestanden und dort auf der Position des linken Flügelstürmers gespielt hat. Zuvor war Prince unter anderem für die Ottawa Senators und New York Islanders in der National Hockey League (NHL) aktiv.

## Karriere

### Jugend
Shane Prince wurde in Rochester geboren und wuchs in dessen Vorort Spencerport auf. In seiner Jugend spielte er unter anderem für die Syracuse Stars im ca. 150 Kilometer entfernten Syracuse, ehe er in der Priority Selection 2008 der Ontario Hockey League (OHL) an 261. Position von den Kitchener Rangers ausgewählt wurde. Mit Beginn der Saison 2008/09 spielte der Angreifer für die Rangers in der OHL, wurde jedoch bereits im Januar 2010 im Tausch für einen Drittrunden-Draftpick an die Ottawa 67’s abgegeben.
Bei den 67’s gelang Prince der Durchbruch in der Saison 2010/11, in der er in 59 Spielen auf 88 Scorerpunkte kam, zum CHL Top Prospects Game eingeladen und im anschließenden NHL Entry Draft 2011 an 61. Position von den Ottawa Senators ausgewählt wurde. Vorerst blieb Prince jedoch eine weitere Saison in der OHL, in der er sich mit 43 Toren und 47 Vorlagen auf Rang vier der Scorerliste einordnete.

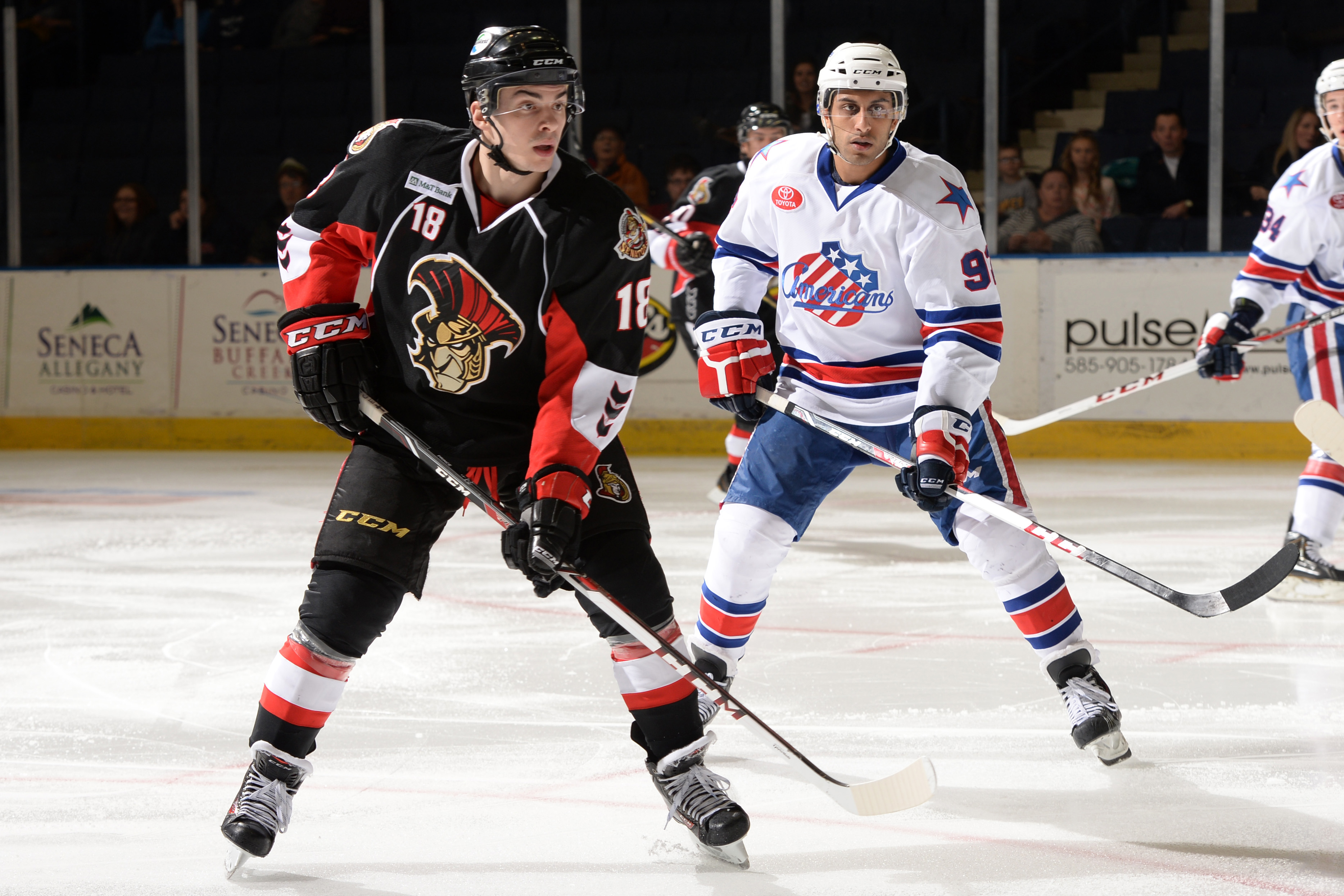
Prince (links) im Trikot der Binghamton Senators (2014)

### Profikarriere
Im Juli 2012 unterzeichnete Prince einen Einstiegsvertrag bei den Ottawa Senators, die ihn vorerst bei ihrem Farmteam, den Binghamton Senators, in der American Hockey League (AHL) einsetzten. Der Angreifer verbrachte drei Saisons in Binghamton, in denen er seine persönliche Statistik kontinuierlich steigerte, bis er in der Spielzeit 2014/15 zum AHL All-Star Classic eingeladen und ins Second All-Star Team der AHL gewählt wurde. Zudem debütierte Prince im Februar gleichen Jahres in der National Hockey League für die Ottawa Senators, wobei er zwei Spiele absolvierte und dabei einen Assist verzeichnete. Nach der Saison 2014/15 verlängerten die Senators seinen auslaufenden Vertrag um ein Jahr.
In der Vorbereitung auf die Saison 2015/16 erspielte sich Prince einen Stammplatz im NHL-Aufgebot der Senators und kam in der Folge 42 Einsätze, in denen der Angreifer zwölf Scorerpunkte verbuchte. Im Februar 2016 gaben ihn die Senators dann samt einem Siebtrunden-Wahlrecht für den NHL Entry Draft 2016 an die New York Islanders ab und erhielten im Gegenzug ein Drittrunden-Wahlrecht für den gleichen Draft. Auch bei den Islanders kam Prince ausschließlich in der NHL zum Einsatz, sodass sein auslaufender Vertrag in New York im Sommer 2016 um zwei Jahre verlängert wurde. Im Sommer 2018 wurde dieser jedoch nicht erneut verlängert, sodass er sich zu einem Wechsel nach Europa entschloss und einen Zweijahresvertrag beim HC Davos aus der Schweizer National League unterzeichnete. Mitte November bat Prince das Management des HC Davos um Vertragsauflösung, um seine Karriere in der NHL noch einmal zu lancieren. Wenige Tage später unterschrieb er jedoch einen Vertrag bis 2019 beim HK Sibir Nowosibirsk aus der KHL.
Ab September 2019 stand er beim HK Dinamo Minsk aus der Kontinentalen Hockey-Liga (KHL) unter Vertrag. 2021 erhielt Prince die belarussische Staatsbürgerschaft und war damit für die Nationalmannschaft des Landes spielberechtigt. Im Mai und Juni 2021 vertrat er sein neues Heimatland bei der Weltmeisterschaft. Auf die Saison 2021/22 hin wechselte Prince innerhalb der KHL zu Awtomobilist Jekaterinburg. Den Klub verließ er Anfang März 2022 infolge des russischen Überfalls auf die Ukraine umgehend und schloss sich dem HC Lugano aus der Schweizer National League an. Dort beendete er die Spielzeit und kehrte im Juli 2022 in die KHL zurück, als er einen Vertrag beim HK Spartak Moskau unterzeichnete. Für den Hauptstadtklub lief Prince zweieinhalb Jahre auf, ehe er in einem Transfergeschäft Anfang Dezember 2024 an den Ligakonkurrenten Admiral Wladiwostok abgegeben wurde.

## Erfolge und Auszeichnungen
| - 2011 Teilnahme am CHL Top Prospects Game - 2015 Teilnahme am AHL All-Star Classic - 2015 AHL Second All-Star Team | - 2021 KHL-Stürmer des Monats Januar - 2021 Belarussischer Pokalsieger mit dem HK Dinamo Minsk |

## Karrierestatistik
Stand: Ende der Saison 2024/25

### International
Vertrat Belarus bei:
- Weltmeisterschaft 2021
- Qualifikationsturnier für die Olympischen Winterspiele 2022

(Legende zur Spielerstatistik: Sp oder GP = absolvierte Spiele; T oder G = erzielte Tore; V oder A = erzielte Assists; Pkt oder Pts = erzielte Scorerpunkte; SM oder PIM = erhaltene Strafminuten; +/− = Plus/Minus-Bilanz; PP = erzielte Überzahltore; SH = erzielte Unterzahltore; GW = erzielte Siegtore; 1 Play-downs/Relegation; Kursiv: Statistik nicht vollständig)